# Sedum cyprium
Sedum cyprium är en fetbladsväxtart som beskrevs av A.K. Jackson och Turrill. Sedum cyprium ingår i Fetknoppssläktet som ingår i familjen fetbladsväxter. Inga underarter finns listade i Catalogue of Life.